# اتحاد مارتينيك لكرة القدم
تأسس اتحاد مارتينيك لكرة القدم في عام 1953م وإنضم إلى اتحاد أمريكا الشمالية لكرة القدم في 1964م.